# Alfreð Finnbogason
Alfreð Finnbogason (Reykjavík, 1 de fevereiro de 1989) é um futebolista profissional islandês que atua como atacante. Atualmente, joga pelo Augnablik da terceira divisão da Islândia

## Carreira
Alfreð Finnbogason fez parte do elenco da Seleção Islandesa de Futebol da Eurocopa de 2016. Na Copa do Mundo FIFA de 2018, estreia da Islândia em copas do mundo, marcou o primeiro gol da seleção em uma partida contra a Argentina. 

## Gols pela seleção
| #  | Data                    | Local                                           | Oponente      | Placar | Resultado | Competição                 |
| -- | ----------------------- | ----------------------------------------------- | ------------- | ------ | --------- | -------------------------- |
| 1  | 17 de novembro de 2010  | Bloomfield Stadium, Tel Aviv, Israel            | Israel        | 1–3    | 2–3       | Amistoso                   |
| 2  | 29 de fevereiro de 2012 | Stadion Pod Goricom, Podgorica, Montenegro      | Montenegro    | 1–1    | 1–2       | Amistoso                   |
| 3  | 7 de setembro de 2012   | Laugardalsvöllur, Reykjavík, Islândia           | Noruega       | 2–0    | 2–0       | Eliminatórias da Copa 2014 |
| 4  | 7 de junho de 2013      | Laugardalsvöllur, Reykjavík, Islândia           | Eslovênia     | 2–1    | 2–4       | Eliminatórias da Copa 2014 |
| 5  | 12 de novembro de 2014  | King Baudouin Stadium, Bruxelas, Bélgica        | Bélgica       | 1–1    | 1–3       | Amistoso                   |
| 6  | 13 de novembro de 2015  | Estádio Nacional de Varsóvia, Varsóvia, Polônia | Polónia       | 2–2    | 2–4       | Amistoso                   |
| 7  | 17 de novembro de 2015  | Štadión pod Dubňom, Žilina, Eslováquia          | Eslováquia    | 1–0    | 1–3       | Amistoso                   |
| 8  | 6 de junho de 2016      | Laugardalsvöllur, Reykjavík, Islândia           | Liechtenstein | 3–0    | 4–0       | Amistoso                   |
| 9  | 5 de setembro de 2016   | Estádio Nacional de Kiev, Kiev, Ucrânia         | Ucrânia       | 1–0    | 1–1       | Eliminatórias da Copa 2018 |
| 10 | 6 de outubro de 2016    | Laugardalsvöllur, Reykjavík, Islândia           | Finlândia     | 2–2    | 3–2       | Eliminatórias da Copa 2018 |
| 11 | 9 de outubro de 2016    | Laugardalsvöllur, Reykjavík, Islândia           | Turquia       | 2–0    | 2–0       | Eliminatórias da Copa 2018 |
| 12 | 2 de junho de 2018      | Laugardalsvöllur, Reykjavík, Islândia           | Noruega       | 1–1    | 2–3       | Amistoso                   |
| 13 | 7 de junho de 2018      | Laugardalsvöllur, Reykjavík, Islândia           | Gana          | 2–0    | 2–2       | Amistoso                   |
| 14 | 16 de junho de 2018     | Arena Otkrytie, Moscou, Rússia                  | Argentina     | 1–1    | 1–1       | Copa do Mundo de 2018      |
| 15 | 15 de outubro de 2018   | Arena Laugardalsvöllur, Reykjavík, Islândia     | Suíça         | 1–2    | 1–2       | UEFA Nations League        |